# 調所家
調所家（ずしょけ、ちょうしょけ）は、武家・士族・華族だった家。江戸時代には薩摩藩士だった家系で、薩摩藩の財政改革を行った調所広郷を輩出し、維新後には広郷の息子広丈が勲功により華族の男爵家に列した。読み方は江戸期には「ずしょ」だったが、明治以降「ちょうしょ」に改めた。

## 歴史
江戸時代後期には薩摩藩の赤字財政の財政改革にあたった家老調所広郷（ずしょひろさと）が出た。広郷は、薩摩藩下級武士の川崎家の生まれだが、調所清悦の養子に入り、島津重豪に寵愛されて家老に出世し、500万両もの巨額に達していた藩債の整理に当たり、20年間で藩庫に100万両もの蓄えをつくることに成功した。また琉球王国を通じて密貿易をさかんに行うことで利益をあげたが、それが江戸幕府に露見して自害に追いやられた。しかし彼の財政改革が後に薩摩藩の明治維新運動のエネルギーとなった。
広郷の三男である調所広丈（ちょうしょひろたけ）は、明治5年から開拓使に出仕し、明治15年の開拓使廃止後には札幌県令に任じられた。明治19年に札幌・函館・根室三県の廃止と北海道庁の創設に伴い、元老院議官に転じ、明治22年に高知県知事、明治25年に鳥取県知事を歴任。明治27年に依願免官した後も貴族院の勅選議員を務めた。『授爵禄』（明治三十三ノ二年）によれば、明治33年5月5日付けの宮内省当局側立案書類で調所広丈の授爵が詮議されており、授爵基準の「維新前後に国事の功労あり、かつ十年以上勅任官の職にある者」に該当するとされ、同月8日に明治天皇の裁可を得て、その翌日付けで華族の男爵に叙せられた
広丈の息子の2代男爵調所恒徳（ちょうしょつねのり）は、国有になる前の日本鉄道会社に勤務し、退職後、父の遺業を継承する形で北海道の開墾地を経営し、また貴族院の男爵議員に当選して務めた。
その息子である3代男爵調所一郎（ちょうしょいちろう）の代に調書男爵家の住居は東京市目黒区下目黒にあった。